# Pleasures of the Harbor
| Recensione                        | Giudizio          |
| --------------------------------- | ----------------- |
| AllMusic                          | [ 2 ]             |
| The New Rolling Stone Album Guide | [ 3 ]             |
| Sputnikmusic                      | 4.3 (Superb)      |
| Piero Scaruffi                    | [ 5 ]             |
| Ondarock                          | Disco consigliato |
| Dizionario del Pop-Rock           | [ 7 ]             |
| 24.000 dischi                     | [ 8 ]             |

Pleasures of the Harbor è il quarto album di Phil Ochs, il primo con la A&M Records (i precedenti erano stati pubblicati con l'Elektra Records), uscito nell'ottobre del 1967. Pleasures of the Harbor fu anche il più grande successo commerciale ottenuto da Ochs.
La canzone più famosa è Outside of a Small Circle of Friends che Ochs scrisse ispirandosi all'omicidio di Kitty Genovese. Altre tracce note sono Pleasures of the Harbor composta dopo che Ochs vide un film del suo idolo cinematografico John Wayne, Viaggio senza fine, ed anche Crucifixion, in cui la morte di John Fitzgerald Kennedy è paragonata a quella di Cristo.

## Tracce

### LP
Lato A
Testi e musiche di Phil Ochs.
1. Cross My Heart – 3:23
2. Flower Lady – 6:06
3. Outside of a Small Circle of Friends – 3:37
4. I've Had Her – 8:03
5. Miranda – 5:17

Lato B
Testi e musiche di Phil Ochs.
1. The Party – 7:57
2. Pleasures of the Harbor – 8:05
3. The Crucifixion – 8:45

## Musicisti
- Phil Ochs - voce, chitarra
- Lincoln Mayorga - pianoforte (brani: Outside of a Small Circle of Friends e The Party)
- Warren Zevon - chitarra (non accreditato, brano: Pleasures of the Harbor)[13]

Note aggiuntive
- Larry Marks - produttore
- Ian Freebairn-Smith - arrangiamenti
- Joseph Byrd - arrangiamenti (brano: The Crucifixion)
- Jim McCrary - foto copertina album originale
- Alice Ochs - foto retrocopertina album originale
- Peter Whorf Graphics - design copertina album originale
- Phil Ochs - note retrocopertina album originale[14]

## Classifica
Album
| Anno | Classifica    | Posizione raggiunta |
| ---- | ------------- | ------------------- |
| 1967 | Billboard 200 | 168                 |